# يوسف بن طاهر الخويي
أبو يعقوب يوسف بن طاهر بن يوسف الخوئي (؟ - 1154) عالم مسلم وأديب وشاعر عربي في العصر العباسي الثالث من أهل القرن السادس الهجري/الثاني عشر الميلادي. ولد في خوي بأذربيجان ونشأ بها ثم سكن في نوقان إحدى قصبتي طوس بخراسان. وولي القضاء بها فحمدت سيرته. ولقيه السمعاني وكتب عنه قطعًا من شعره. قتل في «وقعة العرب بطوس سنة 549 هـ» أو قبلها بوقت يسير. له شرح سقط الزند للمعري وفرائد الخرائد في الأمثال وتنزية القرآن الشريف عن وصمة اللحن والتحريف.

## سيرته
هو أبو يعقوب يوسف بن طاهر بن يوسف بن الحسن الخوئي، ولد بخوي من أعمال أذربيجان وسكن نوقان في طوس (وحاليا تقع في مدينة مشهد الإيرانية). وولي نيابة القضاء بها وحمدت سيرته. لقيه فيها السمعاني صاحب الأنساب وكتب عنه أقطاعا من شعره. وصفه «أديب فاضل، وفقيه بارع، حسن السيرة، رقيع الطبع، مليح الشعر، مستحسن النظم»، وكتب له الإجازة. 

تتلمذ على أبو الفضل الميداني. وقال عنه السمعاني :وظني أنه قتل في وقعة العرب بطوس سنة 549 أو قبلها بيسير، أي عقب الغزوات الأوغوزية التي أطاحت دولة السَّلاجقة في سنة 1153م (548 هـ) في عهد السلطان أحمد سنجر.

## مؤلفاته
- شرح سقط الزند للمعري فرغ من تأليفه سنة 541 هـ
- فرائد الخرائد في الأمثال، على حروف المعجم
- تنزية القرآن الشريف عن وصمة اللحن والتحريف، رسالة.